# Dead Winter Dead
Albums de Savatage
Handful of Rain
(1994) The Wake of Magellan
(1998)
Dead Winter Dead est le 9ealbum studio du groupe Savatage sorti en 1995.

## Liste des titres
Toutes les chansons sont écrites et composées par Jon Oliva et Paul O' Neill, sauf indication.
1. Overture - 1:50
2. Sarajevo - 2:31
3. This is the Time (1990) - 5:40
4. I Am - 4:32
5. Starlight - 5:38
6. Doesn't Matter Anyway - 3:47
7. This Isn't What We Meant - 4:12
8. Mozart and Madness - 5:01
9. Memory (Ludwig van Beethoven)- 1:19
10. Dead Winter Dead - 4:18
11. One Child - 5:14
12. Christmas Eve (Sarajevo 12/24) (en) (Jon Oliva / Paul O' Neill / Robert Kinkel) - 3:24
13. Not What You See - 5:02

### Réédition 2002
1. All That I Bleed (Acoustic Piano Version) - 4:34
2. Sleep (Acoustic Version) - 3:46

## Singles
- Doesn't Matter Anyway
- Dead Winter Dead
- Christmas Eve / Sarajevo 12/24

## Composition du groupe
- Zachary Stevens - Chants
- Jon Oliva – Chants (Présent sur "I Am" & "Doesn't Matter Anyway"), claviers
- Chris Caffery – Guitares
- Al Pitrelli - Guitares & chœurs
- Johnny Lee Middleton – Guitare basse & chœurs
- Jeff Plate – Batterie

## Inspirations
Le morceau Memory (Dead Winter Dead Intro) reprend le thème du 4e mouvement de la symphonie n° 9 de Beethoven